# A szennai lipisen
Az A szennai lipisen kezdetű magyar népdalt Lajtha László gyűjtötte a Somogy vármegyei Szennán 1934-ben.
Feldolgozás:
| Szerző     | Mire          | Mű                |
| ---------- | ------------- | ----------------- |
| Kadosa Pál | ének, zongora | A szennai lipisen |

## Kotta és dallam
A szennai lipisen, laposon

leesett a szalagos kalapom,

arra kérlek, Bözsikém, angyalom, galambom,

végyed fel a szalagos kalapom.

## Felvételek
- A szennai lipisen. Csóka Anita  YouTube (2015. március 19.)  (Hozzáférés: 2016. április 24.) (audió)
- A szennai lipisen láposon. cimbalom.nl (Hozzáférés: 2016. április 24.) (audió) arch
- A szennai lipisen-laposon. Ovitévé  YouTube (2012. szeptember 25.)  (Hozzáférés: 2016. április 24.) (videó)